# 鱗毛白柳桉
鱗毛白柳桉（學名：Shorea palosapis）是菲律賓的特有種龍腦香科植物之一。可能在婆羅洲北部有分布。

## 型態
鱗毛白柳桉可以生長到50公尺高，直徑1.5公尺，是常綠大型喬木。板根明顯。樹皮是灰色的，非常粗造且有明顯裂紋。葉子是長橢圓形，葉片非常大，長12到25公分，寬6到11公分。葉子兩邊各有14到20個側脈。葉子上有小小的細毛。花是淡黃色的而且有五個花瓣。果實是翅果，共有5片果翅，有三大片約7到12公分的果翅還有兩個小型約2到5公分的果翅。

## 分布
分布在菲律賓的呂宋，波利略島，馬林杜克省，薩馬島，比利蘭省，民都洛島，雷伊泰島，巴西蘭省，保和省和民答那峨島。鱗毛白柳桉生長在低於海拔1,000公尺的熱帶雨林裡，但通常比較常在較低的海拔生長。